# Услі Василь Михайлович
Услі Василь Михайлович (справжнє прізвище — Сотнезов; 1912—1941) —  чуваський поет, журналіст, перекладач, сеспелевед.
Проходив навчання в Ульяновському та Чебоксарському педагогічних технікумах. Працював в республіканській газеті «Канаш» завідувачем відділу літератури та мистецтва. З 1939 року член Союзу письменників СРСР.
Під псевдонімом Василь Услі видав книги віршів: «Перші кроки» (1935), «Вірші» (1939), «Життя» (1941). Перекладав чуваською мовою вірші українських поетів, зокрема Тараса Шевченка.
Пропав безвісти в складі сталінських військ під час Міжсоюзницької війни нацистів та комуністів 1941 році під час боїв в Україні, під Києвом